# Motivsucher

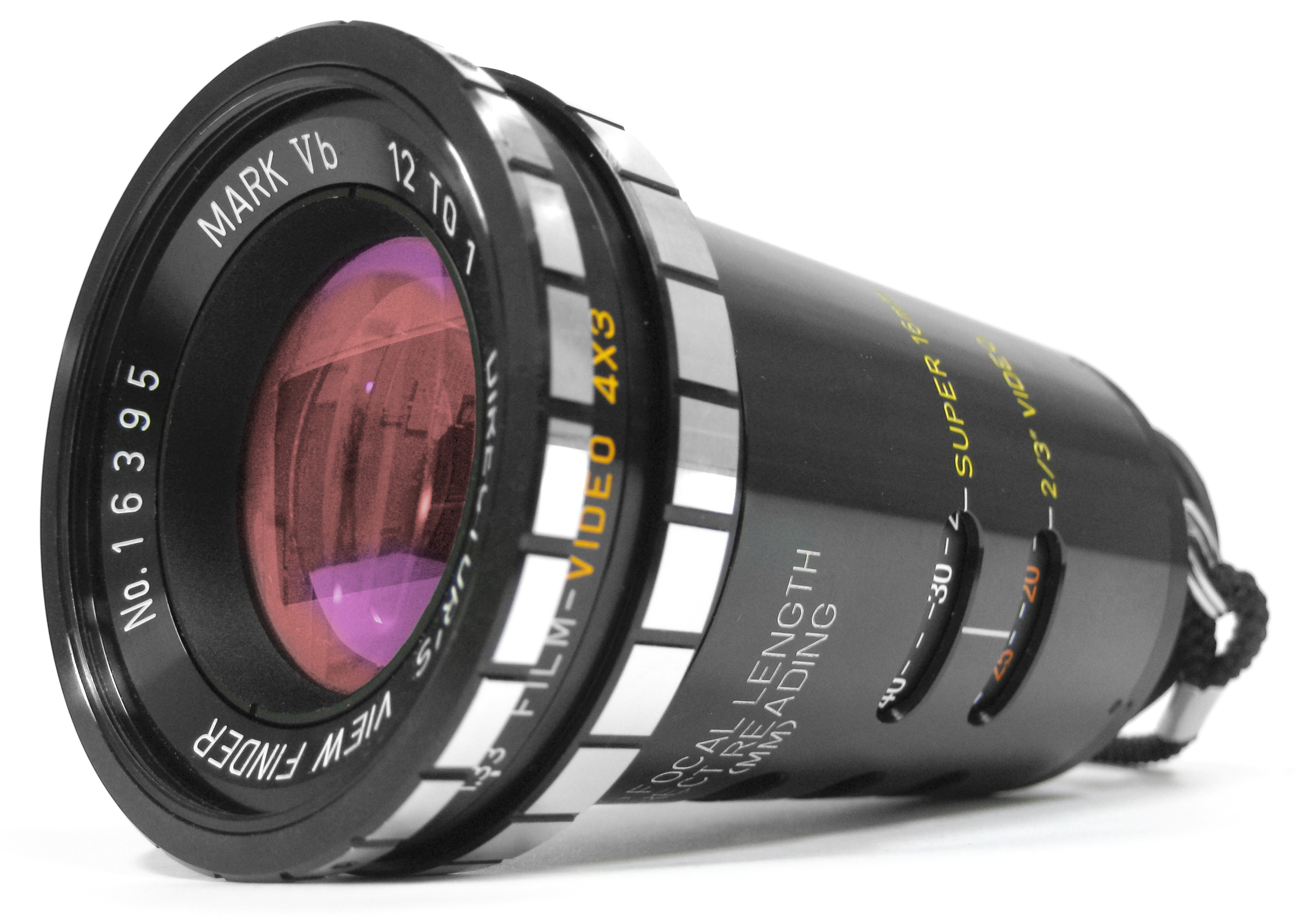
Ein einfacher Motivsucher

Ein Motivsucher ist ein optisches Gerät, welches die Eigenschaften einer Kamera nachahmt.

## Zweck
Bei Filmproduktionen ist es wichtig, dass die kreativen Verantwortlichen (Regisseur, Kameramann, Beleuchter etc.) das von der Kamera aufgenommene Bild (insbesondere den Bildausschnitt) genau kennen. Es wäre jedoch sehr ineffizient, wenn dafür jedes Mal die eigentliche Kamera benutzt würde: Mehrere Personen benötigen den Ausschnitt, und neue Perspektiven müssen gelegentlich auch ohne Bewegung der Kamera getestet werden. Der Motivsucher erlaubt dies.

## Aussehen
Oberflächlich sieht das Gerät aus wie ein Objektiv mit einer Gummi-Augenmuschel an der Rückseite; die meisten besitzen eine Vorrichtung, um sie an einer Kette um den Hals zu tragen.

## Ausführung
Im einfachsten Falle besteht der Motivsucher aus drei Linsen. Zwei davon erzeugen das der Kamera entsprechende Bild auf der Netzhaut, die dritte dient der Umkehr (das Bild steht nicht auf dem Kopf). Dazu kommt noch eine rechteckige Blende, die dem Bildausschnitt der Kamera entspricht.
Derart simple Optiken erzeugen eine starke Verzeichnung und Farbabweichungen; da es hier aber primär um die Beurteilung des Bildausschnittes geht, werden diese in Kauf genommen.
Optisch betrachtet ahmt der Motivsucher Brennweite und Bildformat der Kamera nach. Wie bei dieser muss der Abstand der Linsen entsprechend dem Abstand zum Objekt eingestellt werden (Entfernungseinstellung).
Bei Verwendung von Zoomobjektiven werden sinnvollerweise auch Motivsucher mit variabler Brennweite benötigt. Dabei ist es wichtig, dass die Benutzer auch die jeweils eingestellte Brennweite der Kamera kennen. Außerdem besitzen Zoom-Motivsucher meist mehrere Skalen entsprechend den gebräuchlichen Aufnahmeformaten.

## Digitaler Motivsucher
Mit zunehmender Verbreitung von Smartphones ist es möglich spezialisierte Apps als Motivsucher zu verwenden. Diese Apps verwenden die Kamera des Telefons und können verschiedene Kameraformate simulieren. Ein Vorteil gegenüber traditionellen Motivsuchern ist, dass sie wesentlich kostengünstiger sind und die Möglichkeit bieten, Bilder zusammen mit Metadaten (z. B. GPS) zu speichern. Des Weiteren bieten sie eine detaillierte Auswahl an Kameraformaten, bei der auch die unterschiedlichen Auflösungen einzelner Kameras in Betracht gezogen werden. Sie können somit theoretisch eine höhere Genauigkeit erreichen als klassische Motivsucher, bei denen laut Hersteller eine Abweichung von bis zu 10 % möglich ist.